# Mattias Weinhandl
Mattias Weinhandl (né le 1er juin 1980 à Ljungby en Suède) est un joueur professionnel suédois de hockey sur glace. Il évolue au poste d'ailier. Grièvement blessé à l'aube de sa carrière professionnelle, sa vision à l'œil gauche étant réduite à 10 %, il a évolué dans la Ligue nationale de hockey avec les Islanders de New York et le Wild du Minnesota. Il représente l'équipe de Suède sur la scène internationale.

## Biographie

### Carrière en club
En 1997, il commence sa carrière avec le club de IF Troja-Ljungby en Division 1. En 1999 il est choisi en troisième ronde en 78e position par les Islanders de New York lors du repêchage d'entrée dans la Ligue nationale de hockey. Néanmoins, il reste s'aguerrir dans son pays avec le MODO hockey dans l'Elitserien. En 2002-2003, il part en Amérique du Nord et débute dans la LNH avec les Islanders. Il dispute son premier match dans la LNH le 4 novembre 2002 face au Flames de Calgary comptant une assistance. Lors de sa cinquième partie, il poste trois assistances chez les Rangers de New York. Le 29 novembre, il inscrit son premier but face aux Sénateurs d'Ottawa pour sa sixième partie dans la ligue. Le 15 mars 2003, il marque un doublé pour trois points chez les Sénateurs. Il s'agit de son unique partie à plus d'un but dans la LNH. Il joue parallèlement avec les Sound Tigers de Bridgeport en Ligue américaine de hockey. Durant le lock-out 2004-2005 de la LNH, il revient à MODO. En 2005-2006, il est signé par le Wild du Minnesota mais ne s'impose pas et est assigné aux Aeros de Houston. En 2007, il retourne au pays pour porter les couleurs du Linköpings HC.

### Carrière internationale
Il représente la Suède en sélection senior à partir de 2002. Il a participé aux sélections jeunes. Le 13 novembre 1999, lors d'un match amical junior face à la République tchèque, il est frappé à la tête par Michal Trávníček. Son œil gauche est touché par la palette de la crosse du défenseur. Le front du Suédois est fracturé. La Fédération internationale de hockey sur glace a jugé l'accident et interdit Trávníček de toute participation à une compétition internationales pendant trois ans. Weinhandl est opéré plusieurs semaines après son accident. Sa vision de l'œil gauche a été réduite à 10 % de ses capacités alors que les docteurs espéraient un retour entre 50 et 60 % de sa vision.

## Trophées et honneurs personnels

### Elitserien
- 2002 : participe au Match des étoiles.
- 2002 : nommé dans l'équipe type suédoise.
- 2002 : remporte le Rinkens riddare.
- 2005 : meilleur pointeur du championnat.
- 2008 : remporte le trophée Håkan-Loob.

### Ligue nationale de hockey
- 2002-2003 : participe au match des jeunes étoiles.

### Ligue continentale de hockey
- 2009-2010 : élu attaquant du mois d'octobre.
- 2010 : participe avec l'équipe Jágr au deuxième Match des étoiles (titulaire).
- 2011 : participe avec l'équipe Ouest au troisième Match des étoiles.

## Statistiques

### En club
| Saison     | Équipe                     | Ligue          |     | Saison régulière | Saison régulière | Saison régulière | Saison régulière | Saison régulière | Saison régulière |   | Séries éliminatoires | Séries éliminatoires | Séries éliminatoires | Séries éliminatoires | Séries éliminatoires | Séries éliminatoires |
| Saison     | Équipe                     | Ligue          | PJ  | B                | A                | Pts              | +/-              | Pun              | PJ               | B | A                    | Pts                  | +/-                  | Pun                  |                      |                      |
| 1995-1996  | IF Troja-Ljungby           | J20 Elit       | 28  | 38               | 40               | 78               |                  |                  |                  |   |                      |                      |                      |                      |                      |                      |
| 1996-1997  | IF Troja-Ljungby           | J20 Elit       | 48  | 61               | 69               | 130              |                  | 46               |                  |   |                      |                      |                      |                      |                      |                      |
| 1997-1998  | IF Troja-Ljungby           | Division 1     | 28  | 3                | 2                | 5                |                  | 2                | 5                | 0 | 0                    | 0                    |                      | 2                    |                      |                      |
| 1998-1999  | IF Troja-Ljungby           | Division 1     | 42  | 20               | 19               | 39               |                  | 28               | 15               | 6 | 8                    | 14                   |                      | 16                   |                      |                      |
| 1999-2000  | MODO hockey                | Elitserien     | 32  | 15               | 9                | 24               | +13              | 6                | 13               | 5 | 3                    | 8                    | 0                    | 8                    |                      |                      |
| 1999-2000  | MODO hockey                | J20 SuperElit  | 1   | 2                | 2                | 4                |                  | 2                | -                | - | -                    | -                    | -                    | -                    |                      |                      |
| 1999-2000  | MODO hockey                | LEH            | 4   | 3                | 3                | 6                | +2               | 2                | 2                | 1 | 0                    | 1                    | 0                    | 0                    |                      |                      |
| 2000-2001  | MODO hockey                | Elitserien     | 48  | 16               | 16               | 32               | +14              | 14               | 6                | 1 | 3                    | 4                    | +6                   | 6                    |                      |                      |
| 2001-2002  | MODO hockey                | Elitserien     | 50  | 18               | 16               | 34               | +10              | 10               | 14               | 4 | 11                   | 15                   | +4                   | 4                    |                      |                      |
| 2002-2003  | Sound Tigers de Bridgeport | LAH            | 23  | 9                | 12               | 21               | +2               | 14               | -                | - | -                    | -                    | -                    | -                    |                      |                      |
| 2002-2003  | Islanders de New York      | LNH            | 47  | 6                | 17               | 23               | -2               | 10               | -                | - | -                    | -                    | -                    | -                    |                      |                      |
| 2003-2004  | Sound Tigers de Bridgeport | LAH            | 10  | 3                | 6                | 9                | +7               | 10               | -                | - | -                    | -                    | -                    | -                    |                      |                      |
| 2003-2004  | Islanders de New York      | LNH            | 55  | 8                | 12               | 20               | +9               | 26               | 5                | 0 | 0                    | 0                    | -2                   | 2                    |                      |                      |
| 2004-2005  | MODO hockey                | Elitserien     | 50  | 26               | 20               | 46               | +3               | 18               | 6                | 0 | 0                    | 0                    | -4                   | 4                    |                      |                      |
| 2005-2006  | Islanders de New York      | LNH            | 53  | 2                | 4                | 6                | -4               | 14               | -                | - | -                    | -                    | -                    | -                    |                      |                      |
| 2005-2006  | Wild du Minnesota          | LNH            | 15  | 2                | 3                | 5                | 0                | 10               | -                | - | -                    | -                    | -                    | -                    |                      |                      |
| 2006-2007  | Wild du Minnesota          | LNH            | 12  | 1                | 1                | 2                | -2               | 10               | -                | - | -                    | -                    | -                    | -                    |                      |                      |
| 2006-2007  | Aeros de Houston           | LAH            | 48  | 18               | 27               | 45               | -15              | 20               | -                | - | -                    | -                    | -                    | -                    |                      |                      |
| 2007-2008  | Linköpings HC              | Elitserien     | 54  | 35               | 27               | 62               | +9               | 69               | 16               | 7 | 10                   | 17                   | +4                   | 8                    |                      |                      |
| 2008-2009  | HK Dinamo Moscou           | KHL            | 41  | 16               | 16               | 32               | +12              | 53               | 12               | 6 | 10                   | 16                   | +8                   | 4                    |                      |                      |
| 2009-2010  | HK Dinamo Moscou           | KHL            | 56  | 26               | 34               | 60               | +10              | 36               | 4                | 1 | 0                    | 1                    | -3                   | 2                    |                      |                      |
| 2010       | SKA Saint-Pétersbourg      | Coupe Spengler | 4   | 1                | 2                | 3                |                  | 0                | -                | - | -                    | -                    | -                    | -                    |                      |                      |
| 2010-2011  | SKA Saint-Pétersbourg      | KHL            | 54  | 21               | 28               | 49               | +14              | 42               | 11               | 5 | 3                    | 8                    | +4                   | 16                   |                      |                      |
| 2011-2012  | SKA Saint-Pétersbourg      | KHL            | 45  | 13               | 23               | 36               | +25              | 30               | 13               | 2 | 2                    | 4                    | 0                    | 14                   |                      |                      |
| 2012-2013  | Linköpings HC              | Elitserien     | 30  | 9                | 7                | 16               | -7               | 14               | 8                | 0 | 1                    | 1                    | -2                   | 2                    |                      |                      |
| 2013-2014  | Linköpings HC              | Elitserien     | -   | -                | -                | -                | -                | -                | -                | - | -                    | -                    | -                    | -                    |                      |                      |
| Totaux LNH | Totaux LNH                 | Totaux LNH     | 182 | 19               | 37               | 56               | +1               | 70               | 5                | 0 | 0                    | 0                    | -2                   | 2                    |                      |                      |

### En équipe nationale
| Année | Évènement                   |   | PJ | B | A  | Pts | +/- | Pun                |  | Résultat |
| 1998  | Championnat d'Europe junior | 6 | 2  | 1 | 3  |     | 4   | Médaille d'or      |  |          |
| 1999  | Championnat du monde junior | 6 | 0  | 3 | 3  | -1  | 2   | Quatrième place    |  |          |
| 2002  | Championnat du monde        | 9 | 3  | 4 | 7  | +3  | 4   | Médaille de bronze |  |          |
| 2005  | Championnat du monde        | 8 | 0  | 1 | 1  | -5  | 0   | Quatrième place    |  |          |
| 2008  | Championnat du monde        | 9 | 5  | 8 | 13 | +9  | 2   | Quatrième place    |  |          |
| 2009  | Championnat du monde        | 9 | 5  | 7 | 12 | +1  | 8   | Médaille de bronze |  |          |
| 2010  | Jeux olympiques             | 4 | 0  | 2 | 2  | +2  | 0   | Cinquième place    |  |          |
| 2010  | Championnat du monde        | 2 | 3  | 0 | 3  | +3  | 0   | Médaille de bronze |  |          |